# Kuskovo

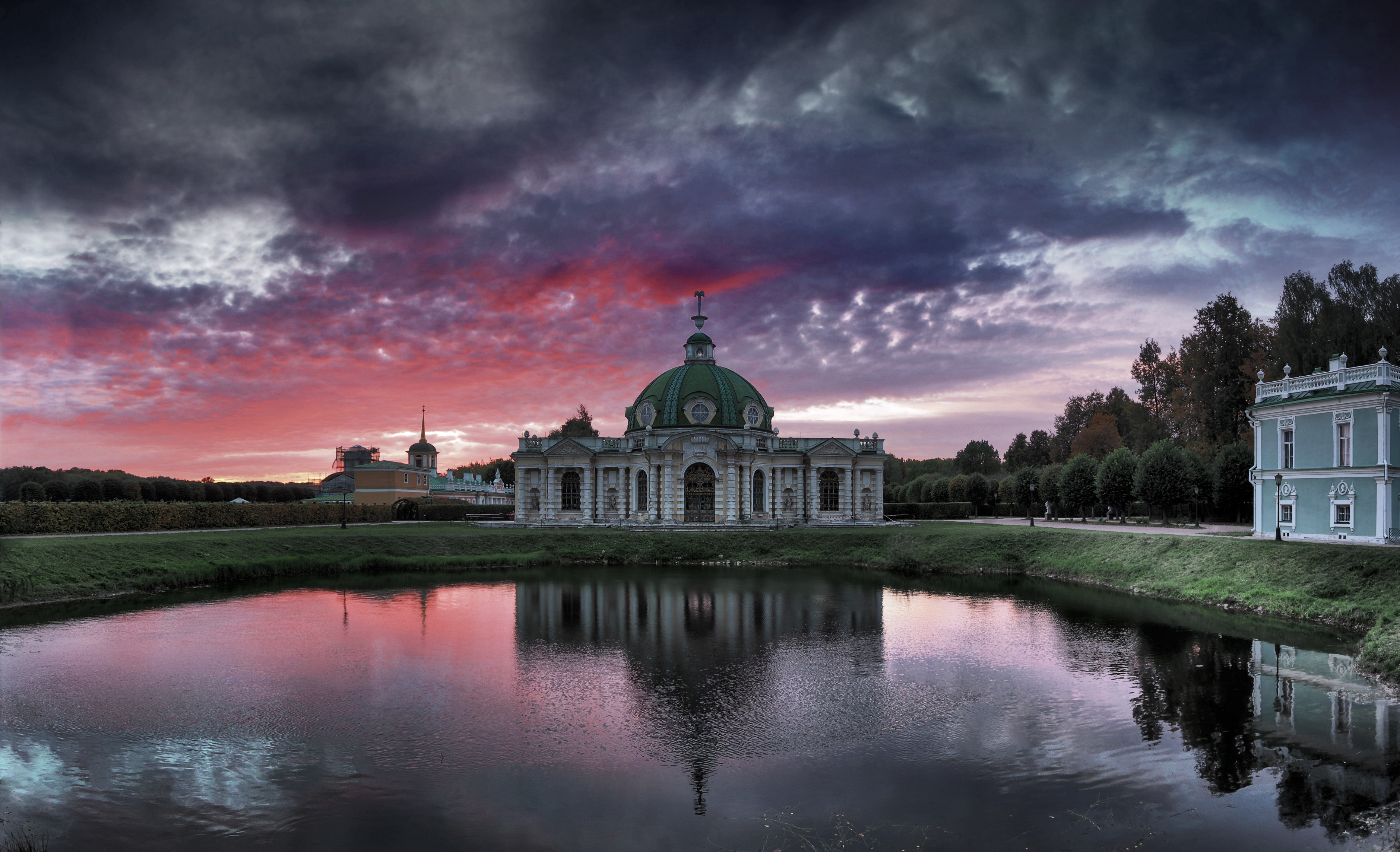
La Gruta de Kuskovo

La hacienda-museo Kuskovo (en ruso Кусково) es un monumento de la arquitectura del siglo XVIII. Es mencionada a principios del siglo XVI por primera vez como finca de la familia de boyardos Sheremétev en las afueras de Moscú.

## Historia
El célebre conjunto de palacio y parque se formó por completo en la segunda mitad del siglo XVIII, cuando el dueño de la finca campestre era el conde Piotr Sheremétev (hijo de Borís Sheremétev), alto dignatario de la corte imperial rusa, coleccionista apasionado de monumentos de la Antigüedad y obras de arte. Al crear la residencia, el conde no solo pensaba en una fastuosa casa de veraneo, sino imaginaba un centro de artes para los admiradores y conocedores de la belleza. Allí fue ubicada gran parte de su inmensa colección de artes plásticas y aplicadas. La construcción duró más de 40 años. El conjunto de Kuskovo fue creado por maestros siervos (albañiles, carpinteros, tallistas) cuyos nombres, salvo algunas excepciones (I. Argunov, A. Mironov, G. Dikushin) no se conservaron.

## Palacio

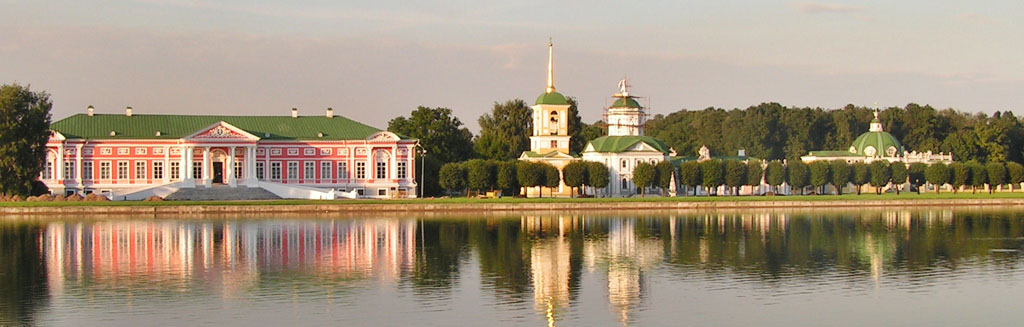
El palacio y la iglesia con el campanario

El centro de la construcción arquitectónica presenta el palacio de Kuskovo, levantado en 1769-1775 al pie del extenso estanque bajo la dirección de Karl Blank siguiendo el proyecto enviado de Francia.
Este elegantísimo edificio-todo de madera y de una planta-se considera uno de los emblemáticos del clasicismo temprano. Posee una colección única de pinturas, incluso los retratos de emperadores rusos que fueron otorgados por los mismos soberanos. También aquí se pueden ver los retratos de los Sheremétev. 
Las columnas apartadas en el centro abren el espacio para un porche semicircular de 16 peldaños. La fachada está ricamente tallada con exuberante ornamento vegetal, estilizado de barroco y ostenta las letras iniciales latinas PS de Piotr Sheremétev. De este conjunto forman parte la iglesia (1737-1739), la cocina anexa (1755-1756) y el campanario con chapitel (1792).
Tradicionalmente una fila de salones forma el palacio: de la sala Blanca (de baile) se pasa a la de Naipes, más adelante a la de billar, al Comedor, etc. Cada estancia notable tiene su estilo, su designación, dimensiones y color, que da nombre a varios salones: azul, blanco y frambuesa (considerado el más lujoso por la seda que tapiza muebles y paredes). También puede destacarse el parqué con dibujo de estrellas, las arañas de amatista, los candelabros altos, los muebles de patas (estilo siglo XVIII) o los espejos con marcos dorados. La fila de salones se termina con la sala Blanca de baile. Las paredes de blancura inmaculada siguen exornadas con moldura dorada, los espejos de los nichos reflejan el brillo de las arañas de cristal; el techo y el dibujo del parqué poseen un ornato fabuloso. Las ventanas de la sala Blanca dan a un parterre perfecto del parque con cuidados céspedes, fuentes caprichosas y estatuas de mármol.

## Parque

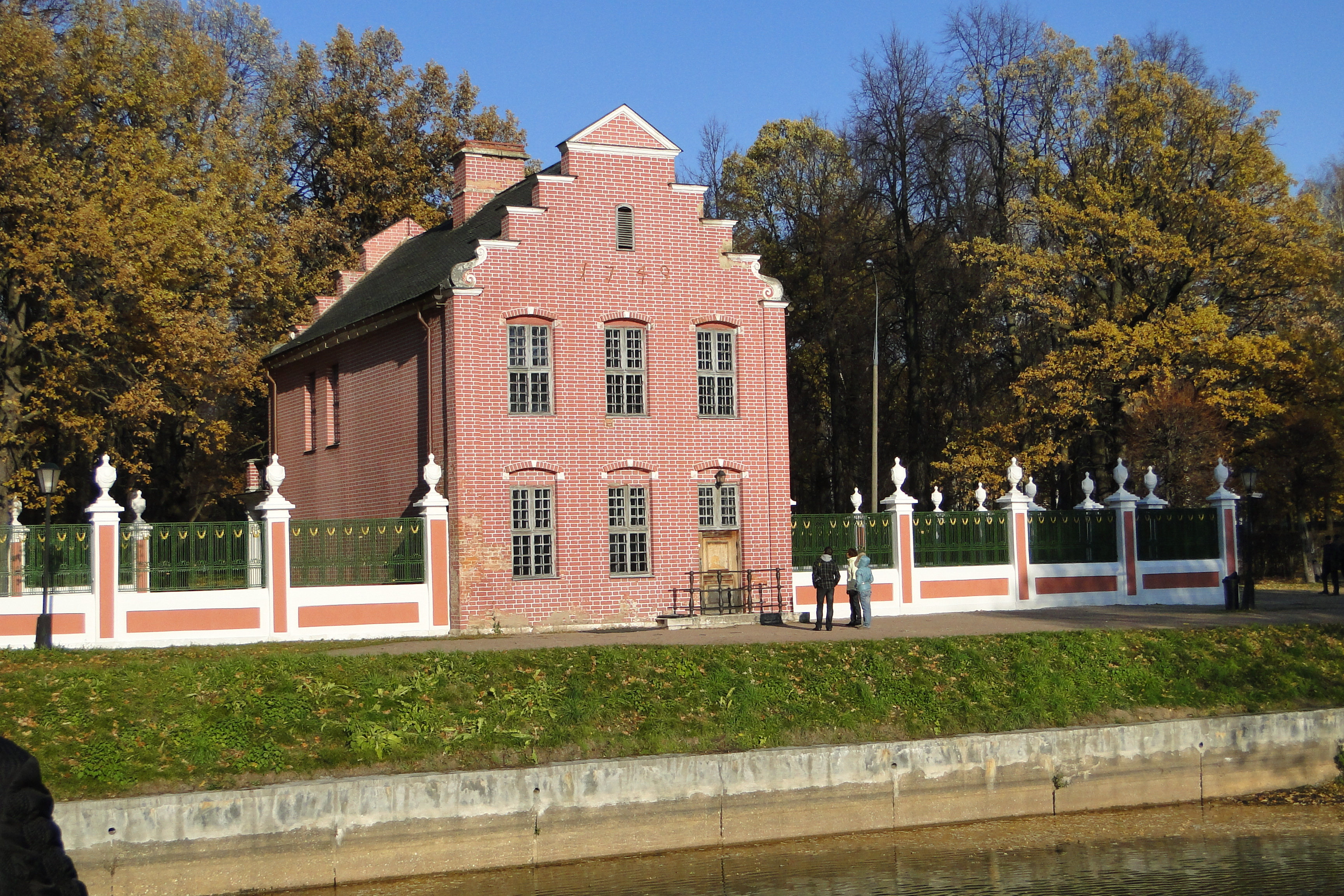
La Casita holandesa

El parque de Kuskovo, el más viejo de los que se han conservado de las fincas moscovitas, es solo una parte de los extensos parques de los Sheremétev. Fue trazado en las décadas de 1750 y 1760. Allí se ubicaron los principales pabellones, el Teatro al aire libre, el Invernadero y la colección de esculturas de mármol. Para las obras de arte holandesa e italiana se edificaron pabellones especiales: la Casita Holandesa (1749-1751) y la Casita Italiana (1754-1755), que se hallan bien conservadas hasta nuestros días.
A lo lejos, la perspectiva termina con el edificio del Invernadero (1761-1764), un jardín de invierno con un salón de baile en el centro. A la izquierda, cerca del estanque pequeño destaca otro pabellón: el Hermitage (1764-1767), tan habitual para los parques de aquel entonces. El pabellón de estilo de barroco fue equipado con el dispositivo de ascensor, siendo un lugar donde podía entrar un círculo limitado de personas. Se prohibía entrar hasta a los criados. 
Una de las construcciones más atractivas de Kuskovo es la Gruta construida por el arquitecto y siervo I. Argunov en los 1755-1761 que imita una cueva subterránea, el "reino de Neptuno". Las paredes y el techo tienen un ornamento extravagante zoomorfo y artificiales plantas fantásticas hechas de conchas y cristal roto de diferentes colores. La decoración exuberante complementa el ornamento de rejillas de ventanas y puertas. El tiempo no respetó algunas construcciones de Kuskovo y así ha desaparecido el Teatro al aire libre (el Verde) donde actuaba una compañía teatral compuesta de más de 200 actores siervos de Sheremétev, con un repertorio de más de 100 piezas de teatro y un moderno escenario. La estrella de este elenco fue Parasha Kovalova, también llamada Zhemchúgova (perlita), con la que más tarde se casaría Nikolái Sheremétev. 
Catalina II asistía con frecuencia a la finca Kuskovo. En 1775, se erigió un obelisco para conmemorar esas visitas. En las magníficas fiestas que organizaba el conde se reunían hasta 30 mil personas. Además, por el deseo expreso del conde, se abría el parque para el público durante el estío.

## Museo Nacional de Cerámica
En 1918, a raíz de la nacionalización de las posesiones privadas, Kuskovo fue entregado al estado por su último propietario, Sheremétev. El palacio recibió la categoría de museo, que tiene entre los principales objetivos la conservación y mantenimiento de los fondos artísticos de esta finca. En 1931 acogió el Museo de Porcelana, transformado luego en el Museo Nacional de cerámica.
En 1938 se formó un complejo llamado el museo de cerámica y "Kuskovo, finca del siglo xviii". Desde el inicio del siglo xxi reúne un imponente fondo de cerámica de todos los países del mundo entre los siglos quince y veinte, con una importante colección de porcelana rusa, desde la primera obra de Vinográdov (1748), impulsor en su país de las técnicas de la porcelana, así como de otros maestros soviéticos. En la sección de la cerámica extranjera, además de colecciones de cerámica antigua, se exponen porcelanas, mayólicas y lozas de China, Alemania, Inglaterra, Francia, entre otros países, y un conjunto importante de piezas del arte del vidrio.